# Ľuboš Micheľ
Ľuboš Micheľ (16 de mayo de 1968 en Stropkov, Checoslovaquia) es un ex árbitro de fútbol eslovaco, considerado por FIFA y UEFA como uno de los mejores colegiados de los últimos años. Fue el primer árbitro de nacionalidad eslovaca en pitar en un Campeonato Mundial de Fútbol desde la separación de Eslovaquia de la República Checa.
Micheľ se convirtió en árbitro miembro de la FIFA cuando contaba con 25 años de edad. Entre sus grandes logros se encuentran la final de la Copa UEFA de 2003. Además, dirigió en la Copa Mundial de la FIFA de 2002 y en la Eurocopa 2004 arbitrando el partido correspondiente a los cuartos de final entre Suecia y Países Bajos. Micheľ fue considerado el tercer mejor árbitro de fútbol en 2005 por la Federación Internacional de Historia y Estadística de Fútbol, el segundo mejor en 2006 y el tercero mejor nuevamente en 2007 Por otra parte, en 2006 fue seleccionado para arbitrar la Copa Mundial de la FIFA en Alemania.
En su currículum consta el haber pitado la final de la Copa Confederaciones 2005 entre Brasil y Argentina. Pero su designación más importante se produjo en mayo de 2008, para oficiar como árbitro central en la final de la Liga de Campeones de la UEFA entre el Manchester United y el Chelsea FC británicos, en el estadio Luzhniki de Moscú.
Además, Micheľ es un fluido hablante del inglés, ruso, alemán y polaco además de su nativo eslovaco.

## Copa Mundial de Alemania 2006
Micheľ fue seleccionado como miembro del cuerpo de 21 árbitros elegidos para la Copa Mundial de la FIFA de 2006, disputada en Alemania. Luego de su desempeño en las primeras dos rondas, la FIFA lo escogió como miembro de los doce árbitros designados para dirigir los ocho juegos finales de la Copa. Micheľ además fue el segundo que más tarjetas amarillas mostró por partido (8). El árbitro que más tarjetas mostró fue el ruso Valentin Ivanov que mostró un promedio de diez tarjetas por partido.
Los partidos que Micheľ ha arbitrado han sido considerados como difíciles. Aún en la fase de grupos, el árbitro eslovaco dirigió el partido entre Suecia y Paraguay, un partido tranquilo donde no tuvo problemas. Luego, fue designado para el enfrentamiento entre Portugal y México, donde el juego finalizó 2-1 para los portugueses. Anotó un total de 8 tarjetas amarillas, envió a un jugador a las duchas antes de tiempo, otorgó dos penaltis, y se negó a otorgar un tercero en la segunda parte del partido.
En los octavos de final, dirigió el partido entre Brasil-Ghana, ganado por Brasil 3 a 0. La controversia se posaba sobre él cuando uno de sus asistentes no marcó un fuera de juego que terminó en un gol para los sudamericanos. Expulsó a un jugador ghanés y le ordenó al técnico de Ghana Ratomir Dujković, dejar la cancha luego de que este le reclamara por el gol del off-side. El entrenador de Ghana acusó a Micheľ de parcialidad, pero los comentarios fueron reprochados por el entrenador de la selección brasileña Carlos Alberto Parreira quien dijo que el tipo de protesta que Dujković hizo es el tipo de protesta que hacen los perdedores.
Finalmente, Micheľ dirigió el partido por los cuartos de final entre Argentina y la selección local, Alemania. El partido, que finalizó empatado a 1, fue al tiempo extra, el cual finalizó con el mismo resultado, por lo que fueron a los penales. El árbitro eslovaco tuvo una mala tarea, dejándole al observador neutral la impresión obvia de que fue demasiado complaciente con los locales y muy riguroso con los jugadores argentinos. En este partido el juez eslovaco mostró un total de siete tarjetas amarillas (la mayoría de las mismas para los argentinos). Sobre el final, no pitó un claro penal a favor de Argentina, cuando el juego estaba 1-1. También, Michel no advirtió sobre el papel que Oliver Kahn le entregó a Jens Lehmann, en donde decía el lugar donde patearían los penales los jugadores argentinos. Además, Micheľ mostró la tarjeta roja al jugador argentino Leandro Cufré, sustituto muy poco usado por el entrenador José Pekerman, por haberle dado una patada a Per Mertesacker durante un enfrentamiento cuerpo a cuerpo después de haber finalizado el encuentro, hecho que involucró a jugadores y a miembros directivos de cada equipo.
Aunque se lo consideraba candidato para pitar la final, finalmente el elegido fue el argentino Horacio Elizondo.

## Eurocopa 2008
En la Eurocopa 2008, Michel fue elegido para dirigir varios partidos siendo considerado como uno de los favoritos para pitar la final, más aún teniendo en cuenta que la selección de su país no participa en el torneo.
El primer partido que dirigió fue el encuentro por el Grupo A entre Suiza y Turquía, donde amonestó a cuatro jugadores; tres por el lado turco y solo uno por el lado suizo.
Su segundo partido en el torneo, fue el enfrentamiento por el Grupo C entre Francia e Italia, donde amonestó a siete jugadores; cuatro por el equipo francés y tres por los italianos. Además, mostró una cartulina roja al lateral izquierdo francés Éric Abidal por una jugada de último recurso donde pitó penalti a favor de los italianos.
Finalmente, su tercer y último partido donde fue designado como árbitro fue para el encuentro por cuartos de final entre Países Bajos y Rusia; partido que ganó Rusia 3 a 1 en tiempo extra y en el cual mostró seis tarjetas amarillas; tres por cada lado.

## Retiro del arbitraje
En octubre de 2008, tras volver a experimentar problemas en su tendón de Aquiles - lesión que ya lo había marginado algunos meses durante el primer semestre del año - Michel anunció su retiro del arbitraje profesional. La posibilidad cierta de perderse el Mundial de Sudáfrica en 2010 producto de la nueva operación a la que debería someterse, contribuyó que el eslovaco decidiera su retiro. Inmediatamente, anunció que comenzaría a colaborar como asesor del club ucraniano FC Shakhtar Donetsk en las competiciones europeas.